# Туркменбашинский комплекс нефтеперерабатывающих заводов
Туркменбашинский комплекс нефтеперерабатывающих заводов (туркм. Türkmenbaşydaky nebiti gaýtadan işleýän zawodlaryň toplumy) — одно из крупнейших нефтеперерабатывающих предприятий Туркменистана. Принадлежит Министерству нефтегазовой промышленности и минеральных ресурсов Туркменистана.

## История
Туркменбашинский нефтеперерабатывающий завод был построен в исключительно короткий срок, с осени 1942, по весну 1943 года, на базе оборудования эвакуированного в годы Великой Отечественной войны Туапсинского нефтеперерабатывающего завода. 5-го июня 1943 года были получены и отправлены на фронт первые тонны туркменского автомобильного бензина.
В 2008 году президент Туркменистана Гурбангулы Бердымухамедов принял участие в торжественном пуске новых установок первичной переработки нефти и ввода в строй административного здания ТКНПЗ. Мощность введенных в действие объектов — электрообессоливающей установки (ЭЛОУ) и связанной с ней единой технологической схемой установки перегонки нефти АТ-6, составляет 2,5 млн тонн топлива в год. 12 этажное административное здание завода построила турецкая компания «Хаят Иншаат».
В 2011 году проведен капитальный ремонт, а также ряд необходимых технологических операций.

## Выпускаемая продукция
Бензин, авиационный и технический керосин, реактивное и дизельное топливо, мазут, смазочные масла, полипропилен, печное топливо, газойль, нефтяной электродный кокс, сжиженный газ, строительный и дорожный битумы, сера, синтетические моющие средства.
Продукция завода, пользуется спросом на международном рынке и необходима для других отраслей экономики Туркменистана. Вся продукция соответствует международным стандартам качества. Изделия поставляются в Россию, Германию, Испанию, Италию, Японию, Китай, Турцию, Иран, Пакистан, Афганистан и другие страны.